# هوستین و وویکوویتس
هوستین و وویکوویتس (به چکی: Hostín u Vojkovic) یک منطقهٔ مسکونی در جمهوری چک است که در ناحیه میلنیک واقع شده‌است.